# 大分県道205号臼杵坂ノ市線
大分県道205号臼杵坂ノ市線（おおいたけんどう205ごう うすきさかのいちせん）は、大分県臼杵市から大分市に至る一般県道である。

## 概要
大分県の県庁所在地である大分市と、臼杵市をはじめとする県南とを結ぶ路線である。
臼杵市の国道217号交点から大分市の市尾橋交差点までの区間には、急峻な御所峠を越える県道205号のバイパスとして、1978年（昭和53年）11月14日に大分県道路公社の臼杵坂ノ市有料道路が開通。この有料道路は、県道205号の西側に並行し、臼坂トンネルをはじめとする3本のトンネルで大分・臼杵市境の山地をショートカットする路線である。その後、2002年（平成14年）12月1日に無料開放され、県道205号に指定された。

### 路線データ
- 起点：大分県臼杵市大字藤河内（国道217号交点）
- 終点：大分県大分市大字坂ノ市（大分県道38号坂ノ市中戸次線交点）

## 歴史
- 1978年（昭和53年）11月14日 - 臼杵坂ノ市有料道路開通。
- 2002年（平成14年）12月1日 - 臼杵坂ノ市有料道路が無料開放され、同区間が県道205号に指定。
- 2023年（令和5年）
  - 3月22日 - 大分県告示第127号により、中須賀橋東交差点 - 臼杵市大字藤河内の区間が県道指定から解除される[1]。
  - 4月1日 - 起点が中須賀橋東交差点から臼杵市大字藤河内に変更され、中須賀橋東交差点 - 臼杵市大字大字江無田が大分県道21号大分臼杵線に、臼杵市大字大字江無田から臼杵市大字藤河内は市道臼杵坂ノ市線に変更となる[2]。

## 路線状況

### 臼杵坂ノ市有料道路
- 有料道路名：臼杵坂ノ市有料道路
- 総延長：7.2 km
- 総事業費：72億6000万円
- 工事期間：1972年（昭和47年）12月 - 1978年（昭和53年）11月
- 料金徴収期間：
  - 当初計画：1978年（昭和53年）11月14日 - 2008年（平成20年）11月13日（30年間）
  - 変更後：1978年（昭和53年）11月14日 - 2002年（平成14年）11月30日

### 道路施設

#### トンネル
起点から
- 畑トンネル：延長146 m、1977年（昭和52年）竣工、臼杵市
- 横岩トンネル：延長445 m、1977年（昭和52年）竣工、臼杵市
- 臼坂（きゅうはん）トンネル：延長1,674 m、1977年（昭和52年）竣工、臼杵市 - 大分市

## 地理

### 通過する自治体
- 臼杵市
- 大分市

### 交差する道路
| 交差する道路               | 市町村名 | 交差する場所 | 交差する場所 |
| -------------------------- | -------- | ------------ | ------------ |
| 国道217号                  | 臼杵市   | 大字藤河内   | 起点         |
| 国道217号                  | 臼杵市   | 大字藤河内   | [ 注釈 2 ]   |
| 大分県道715号木田神崎線    | 大分市   | 大字木田     | [ 注釈 3 ]   |
| 大分県道38号坂ノ市中戸次線 | 大分市   | 大字坂ノ市   | 終点         |

### 交差する鉄道
- 日豊本線

### 沿線
- 臼杵市立北中学校
- 臼杵市立下北小学校
- 大分市立坂ノ市中学校

### 峠
- 御所峠